# Pješčana Uvala
Pješčana Uvala – wieś w Chorwacji, w żupanii istryjskiej, w gminie Medulin. W 2011 roku liczyła 606 mieszkańców.